# Dmitrij Pieskow
Dmitrij Siergiejewicz Pieskow, ros. Дмитрий Сергеевич Песков (ur. 17 października 1967 w Moskwie) – rosyjski dyplomata, tłumacz, turkolog, od maja 2012 rzecznik prasowy prezydenta Federacji Rosyjskiej, Władimira Putina.

## Wczesne życie i edukacja
Jego ojcem był rosyjski dyplomata, były ambasador w Pakistanie, Siergiej Pieskow. W 1989 r. ukończył studia na Moskiewskim Uniwersytecie Państwowym im. M.W. Łomonosowa, w Instytucie Azji i Afryki. W tym samym roku rozpoczął pracę w Ministerstwie Spraw Zagranicznych.

## Kariera
W 1990 r. został wysłany na placówkę dyplomatyczną w Ankarze (w Turcji) jako asystent administracyjny. Następnie zajmował stanowiska attaché i trzeciego sekretarza w ambasadzie.
W 2000 r. powrócił do Rosji i rozpoczął pracę w biurze prasowym prezydenta Rosji, gdzie w latach 2004–2008 był zastępcą rzecznika prasowego. W maju 2012, gdy Władimir Putin ponownie został prezydentem, objął stanowisko rzecznika, zastępując Natalję Timakową.
Po inwazji Rosji na Ukrainę został objęty sankcjami ze strony Stanów Zjednoczonych.

## Odznaczenia
- Order Honoru (2007)[4]
- Order Przyjaźni (2003)[5]
- Order „Manas” (Kirgistan, 2017)[6]
- Order Zasługi Republiki Włoskiej V klasy (Włochy, 2017)[7]
- Order Gwiazdy Polarnej (Mongolia, 2021)[8]

## Życie prywatne
W 2015 r. ożenił się z rosyjską łyżwiarką figurową, Tatjaną Nawką, z którą ma córkę Nadieżdę. Z dwóch poprzednich małżeństw ma czwórkę dzieci. Z pierwszego syna Nikołaja, z drugiego córkę Jelizawietę oraz synów Mika i Dieniego.
Pieskow, poza językiem rosyjskim, biegle włada językiem angielskim, arabskim i tureckim.